# Doris Schmidauerová
Doris Schmidauerová (* 21. září 1963 Grieskirchen) je rakouská ekologická aktivistka a stranická funkcionářka za Stranu zelených. Od ledna 2017 zastává funkci první dámy Rakouska jako manželka rakouského prezidenta Alexandera Van der Bellena.

## Život
Narodila se 21. září 1963 v hornorakouském Grieskirchenu do rodiny Doris a Ernsta Schmidauerových. Její otec Ernst Schmidauer (1934–2018) byl ředitelem státní školy Johanna Eisterera a dirigentem dechového orchestru. Vyrůstala v Peuerbachu, malém městě v okrese Grieskirchen. Zde navštěvovala základní školu a v červnu 1982 odmaturovala na dívčí střední škole ve Welsu.
Přestěhovala se do Vídně, kde v roce 1988 dokončila studium politologie na Vídeňské univerzitě. Její diplomová práce se zabývala historií společnosti Österreichischen Nitrogenwerke AG. Jako studentka se v roce 1984 zúčastnila okupace Hainburger Au, aby pomohla zachovat rozsáhlou záplavovou oblast a mokřady nedaleko Vídně. Kampaň za záchranu Hainburger Au považuje za počátek své práce v oblasti ekologie a environmentalistiky. Hainburger Au byla zachráněna před zástavbou a v roce 1996 se stala součástí Národního parku Dunaj-Auen.
Své politické názory popsala jako „levicově-liberální“, pro rakouskou Stranu zelených již pracuje více než 30 let. Pro Stranu zelených začala pracovat jako nová zaměstnankyně v prosinci 1989. Od roku 1996 do roku 1999 pracovala jako osobní asistentka a politická asistentka Alexandra Van der Bellena, významného politika Strany zelených (a svého budoucího manžela). Od října 1999 do ledna 2018 pak působila jako výkonná ředitelka poslaneckého klubu Strany zelených.
V prosinci 2015 se po dlouholetém vztahu za Alexandra Van der Bellena provdala. Zatímco ona je bezdětná, Van der Bellen má z prvního manželství dva syny.
První dámou se stala v lednu 2017, kdy Van der Bellen převzal rakouské prezidentství. Vyjádřila přání pokračovat v práci ve vedení strany Zelených a zároveň plnit své povinnosti první dámy a manželky prezidenta. V lednu 2018 opustila pozici manažerky poslaneckého klubu Zelených, aby se mohla věnovat povinnostem první dámy. Ve svém projevu k Mezinárodnímu dni žen roku 2019 kritizovala nedostatek žen v představenstvech domácích rakouských firem. Upozornila, že z celkového počtu 186 členů představenstva tvoří ženy pouze devět členů.

## Vyznamenání

### Zahraniční vyznamenání
- Estonsko: Řád kříže země Panny Marie I. třídy (21. května 2021)
- Itálie: Rytířský velkokříž Řádu zásluh o Italskou republiku (27. června 2019)
- Nizozemsko: Dámský velkokříž Řádu koruny (27. června 2022)
- Portugalsko: Velkokříž Řádu za zásluhy (18. června 2019)
- Jižní Korea: Velká medaile Gwanghwa Řádu za zásluhy v diplomatických službách (14. června 2021)